# Mesapamea vilis
Mesapamea vilis är en fjärilsart som beskrevs av Jacob Hübner 1827. Mesapamea vilis ingår i släktet Mesapamea och familjen nattflyn. Inga underarter finns listade i Catalogue of Life.